# 厚叶栒子
厚叶栒子（学名：Cotoneaster coriaceus）是蔷薇科栒子属的植物，是中国的特有植物。分布在中国大陆的四川、贵州、云南等地，生长于海拔1,800米至2,700米的地区，常生于沟边草坡和丛林中，目前尚未由人工引种栽培。